# اچ‌ام‌اس اینوستیگیتور (۱۷۹۸)
اچ‌ام‌اس اینوستیگیتور (۱۷۹۸) (به انگلیسی: HMS Investigator (1798)) یک کشتی بود که طول آن ۱۰۰ فوت ۶ اینچ (۳۰٫۶۳ متر) بود. این کشتی در سال ۱۷۹۵ ساخته شد.